# Tres ensayos sobre la religión
Tres ensayos sobre la religión: la naturaleza, la utilidad de la religión y el teísmo (en inglés: Three Essays on Religion: Nature, the Utility of religion, and Theism) es un libro de 1874 del filósofo inglés John Stuart Mill, publicado póstumamente por su hijastra Helen Taylor, quien también escribió la introducción.Se compone de tres ensayos: "La naturaleza" y "La utilidad de la religión", ambos escritos entre 1850 y 1858, mientras que "El teísmo" se compuso entre 1868 y 1870. El libro es crítico con los puntos de vista religiosos tradicionales y, en cambio, aboga por una "religión de la humanidad".

## Ensayos

### "Naturaleza"
En este ensayo, Mill argumenta la idea de que la moralidad de una acción puede juzgarse por si es natural o antinatural. Luego expone las dos concepciones principales de la "naturaleza", siendo la primera "el sistema completo de cosas" y la segunda "las cosas como serían, aparte de la intervención humana". Mill argumenta que ninguna definición implica que la naturaleza pueda ser una fuente de orientación moral.

### "Utilidad de la religión"
Este ensayo sostiene que la religión sobrenatural tiene una ventaja sobre la religión no sobrenatural, ya que brinda a las personas la esperanza de que la vida continúa después de la muerte. A pesar de esto, Mill sospecha que las personas se aprovechan de quienes buscan sobrevivir a sus muertes.

### "Teísmo"
En el ensayo final del libro, Mill explora una serie de argumentos a favor de la existencia de Dios, utilizando una metodología basada en la evidencia. Argumenta que la religión debe ser "revisada como una cuestión estrictamente científica" y debe ser probada de la misma manera que se examinan otras cuestiones científicas. Con base en su enfoque, Mill argumenta que el monoteísmo es mejor que el politeísmo, aunque esto no significa necesariamente que el monoteísmo sea más correcto.